# Lijst van slanghazelwormen
Onderstaand een lijst van alle soorten slanghazelwormen (Dibamidae). Er zijn 24 soorten in twee geslachten.
- Soort Anelytropsis papillosus
- Soort Dibamus alfredi
- Soort Dibamus bogadeki
- Soort Dibamus booliati
- Soort Dibamus bourreti
- Soort Dibamus celebensis
- Soort Dibamus dalaiensis
- Soort Dibamus deharvengi
- Soort Dibamus dezwaani
- Soort Dibamus floweri
- Soort Dibamus greeri
- Soort Dibamus ingeri
- Soort Dibamus kondaoensis
- Soort Dibamus leucurus
- Soort Dibamus montanus
- Soort Dibamus nicobaricum
- Soort Dibamus novaeguineae
- Soort Dibamus seramensis
- Soort Dibamus smithi
- Soort Dibamus somsaki
- Soort Dibamus taylori
- Soort Dibamus tebal
- Soort Dibamus tiomanensis
- Soort Dibamus vorisi